# Rubye De Remer
Pour les articles homonymes, voir Remer.
Rubye De Remer, née Ruby Burkhardt le 9 janvier 1892 à Denver, dans le Colorado, et morte le 18 mars 1984 à Beverly Hills, en Californie, est une actrice américaine.
Elle est parfois créditée Ruby de Remer.

## Filmographie
- 1917 : La Menace dans l'ombre (The Auction Block) de Larry Trimble : Lorelei Knight
- 1917 : Two Men and a Woman de William Humphrey
- 1917 : Tillie Wakes Up de Harry Davenport : Mrs. Luella Pipkins
- 1917 : Enlighten Thy Daughter d'Ivan Abramson
- 1918 : For Freedom de Frank Lloyd : Mary Fenton
- 1918 : Perfectly Fiendish Flanagan; ou The Hart of the Dreadful West, (court métrage) de Saul Harrison
- 1918 : Life's Greatest Problem de J. Stuart Blackton : Alice Webster
- 1918 : Pals First d'Edwin Carewe : Jean Logan
- 1918 : Cendres d'amour (Ashes of Love) d'Ivan Abramson : Ethel Woodridge
- 1918 : We Should Worry de Kenean Buel : Miss Ashton
- 1919 : Dust of Desire de Perry N. Vekroff : Beth Vinton
- 1919 : Fires of Faith d'Edward José : Agnes Traverse
- 1919 : The Great Romance de Henry Otto : Althea Hanway
- 1920 : The Way Women Love de Marcel Perez : Judith Reytnard
- 1920 : A Fool and His Money d'Erle C. Kenton : Aline
- 1920 : His Temporary Wife de Joseph Levering : Annabelle Rose
- 1921 : Pilgrims of the Night d'Edward Sloman : Christine
- 1921 : The Passionate Pilgrim, de Robert G. Vignola : Miriam Calverly
- 1921 : Luxury de Marcel Perez : Blanche Youn
- 1922 : Unconquered Woman de Marcel Perez : Helen Chapelle
- 1923 : Or et Poison (Don't Marry for Money) de Clarence Brown : Marion Whitney
- 1923 : Un nuage passa (The Glimpses of the Moon) d'Allan Dwan : Mrs. Ellie Vanderlyn
- 1936 : L'Enchanteresse (The Gorgeous Hussy) de Clarence Brown : Mrs. Bellamy